# Anilius scytale
L'anilio corallino (Anilius scytale Linnaeus, 1758) è un serpente non velenoso diffuso in Sudamerica. È l'unica specie vivente del genere Anilius e della famiglia Aniliidae.

## Descrizione
Il serpente è lungo 80 centimetri.

La livrea vivace rossa e nera ricorda parzialmente quella dei velenosi serpenti corallo. Tuttavia, dato che non abitano la stessa regione, non si può parlare di mimetismo batesiano. Vengono confusi con i serpenti falso corallo, che invece appartengono al genere Lampropeltis.
La struttura morfologica ricorda molto quella dell'estinto Australophis anilioides.

## Biologia
L'anilio corallino è una specie con stile di vita fossorio, che occasionalmente può essere osservata in superficie o in ambienti acquatici.

### Alimentazione
La sua dieta è costituita da piccoli vertebrati, principalmente anfisbenie, piccoli serpenti, cecilie e, occasionalmente, pesci. Uccide le sue prede prevalentemente stritolandole.

### Riproduzione
È una specie ovivipara che dà alla luce i propri piccoli durante la stagione delle piogge (da novembre ad aprile).

## Distribuzione e habitat
Il suo areale comprende Venezuela, Guiana francese, Guyana, Brasile centrale (Ceará, Goiás, Mato Grosso Pará), Colombia, Ecuador, Bolivia e Perù.